# Håkan Malmrot
Håkan Malmrot (né le 29 novembre 1900 et décédé le 10 janvier 1987) est un ancien nageur suédois.

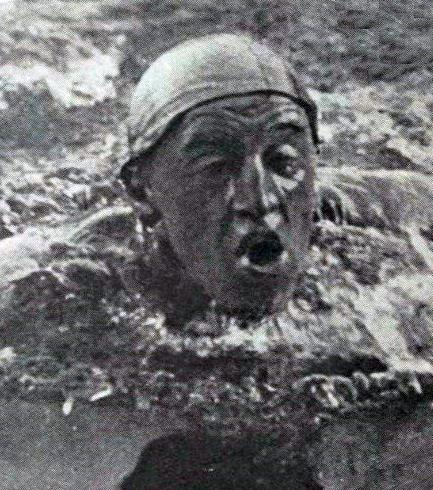
Håkan Malmrot, champion olympique du 400 mètres brasse aux Jeux olympiques d'Anvers en 1920.

## Jeux olympiques
- Jeux olympiques d'été de 1920 à Anvers ( Belgique)
  -  Médaille d'or sur 200 mètres brasse.
  -  Médaille d'or sur 400 mètres brasse.